# Moses Quinby

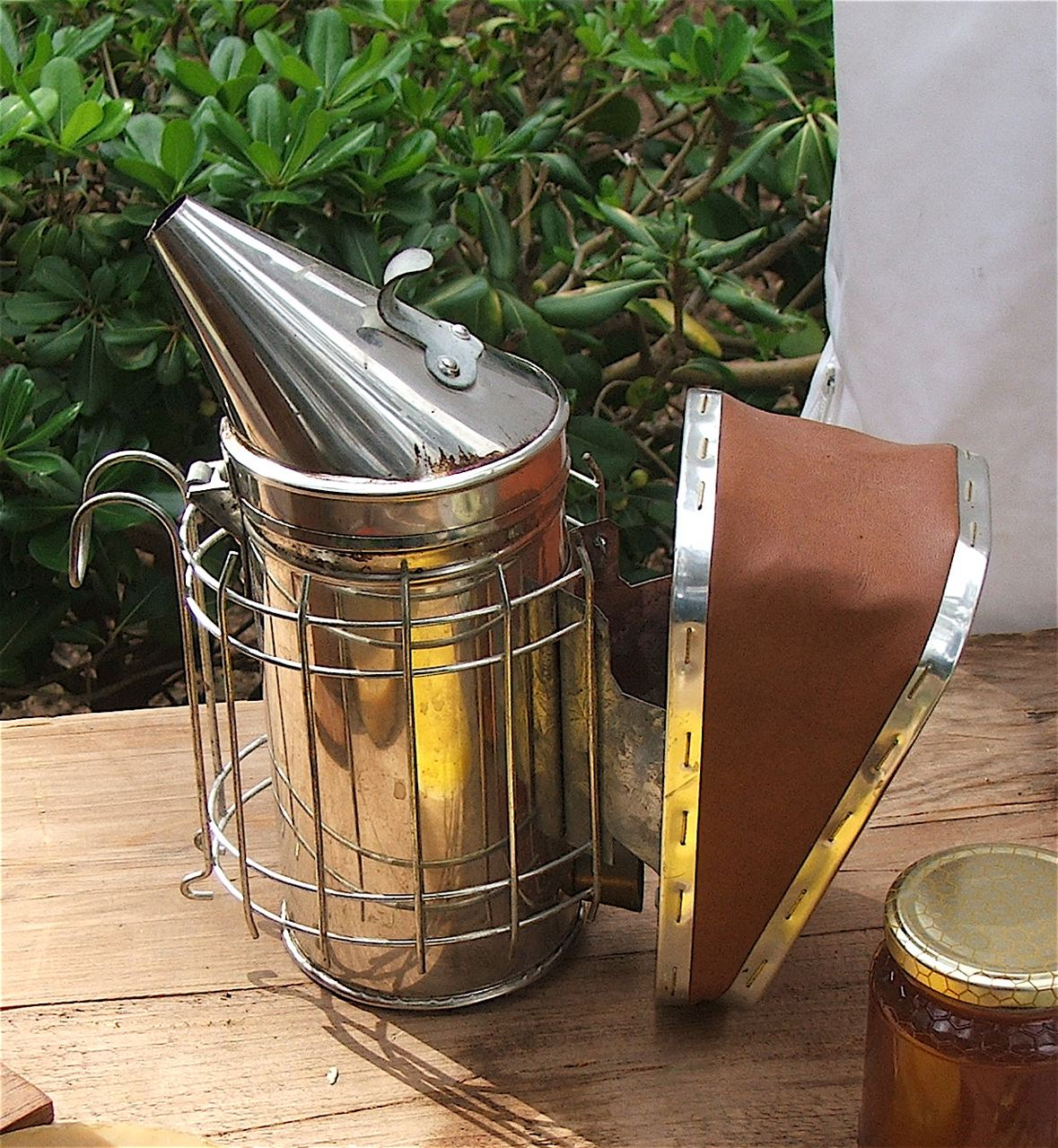
Quinbyho vynález - včelařský dýmák

Moses Quinby (16. dubna 1810–26. května 1875) byl americký včelař ze státu New York. Je známý jako otec praktického včelařství a zakladatel komerčního včelařství v Americe. Proslavil se především jako vynálezce včelího dýmáku s měchem, byl autorem řady článků a několika knih o včelařství.

## Život

### Raný život
Moses Quinby se narodil 16. dubna 1810 v kvakerské rodině Williamovi a Hannah Sandsovým Quinby v New Castle v New Yorku. V letech 1820-1822 se jeho rodina přestěhovala do Greene County, New York. Jako dospělý provozoval truhlářskou dílnu na pile Pazzi Lampman.
V Coxsackie v New Yorku, začal v roce 1828 včelařit, aby si zvýšil svůj příjem. Začal experimentovat s dřevěným včelařským vybavením a zúročil tak své dovednosti v oblasti zpracování dřeva. V Coxsackie choval včely, hostil včelaře a učil včelařství. Oženil se s Marthou Powell Norbury, také kvakerkou. Měli dvě děti, syna Johna Williama Quinbyho a dceru Elizabeth Hannah Quinby. 
V prvních letech si vydělával na živobytí truhlářskými pracemi, jakož i stavbou úlů a dalšího včelařského vybavení. Zůstal věrný svému kvakerskému dědictví a byl součástí Hnutí střídmosti a byl proti otroctví. Věřil v Boha a cítil povinnost podělit se o to, co mu Bůh dal, a proto nikdy nepatentoval své vynálezy a volně poskytoval autorská práva na svou knihu nebo publikace.

"Moje nekompromisní nepřátelství ke každému druhu patentního omezení je známé. Jsem rád, když k nim kdekoli vzniká odpor, ne proto, že jsou mnohdy bezcenné, ale proto, že obecně vzato je to jen jeden nefalšovaný podvod".
Moses Quinby

### Včelařství
Moses Quinby začal experimentovat se včelami, jako je například navrtání děr v horní části úlů. Zjistil, že včely naplní velké krabice (nástavky) umístěné nad úly nad těmito otvory medem, což umožnilo jeho sběr bez poškození úlu. Zpočátku neměl mnoho znalostí, ale pečlivým pozorováním, otevřenou myslí a časem se mu povedlo stát se zkušeným včelařem.
V roce 1851 začal psát své dílo Mysteries of Bee Keeping Explained (Záhady chovu včel vysvětleny), které vyšlo v roce 1853. Nese podtitul "úplná analýza tématu". Skládá se z historie včel, pokynů k získávání maximálního množství čistého medu s co nejmenšími náklady, pokyny pří úhynech včelstev aj. Dílo je výsledkem více než dvacetileté praxe Quinbyho v rozsáhlých včelnicích. V pozdějších vydáních se také podělil o metody chovu vlašských včel. Kniha je bohatě ilustrovaná.
Ve svých 50 letech až do své smrti se se svou rodinou přestěhoval do St. Johnsville v New Yorku, jednak kvůli vhodné včelařské lokalitě, ale také z rodinných důvodů. Quinby vlastnil 1200 včelstev, sady a svůj včelín. Později snížil počet včelstev v roce 1862, pravděpodobně kvůli nedostatku pracovních sil způsobených Americkou občanskou válkou. Zaměřil se na chov vlašských včel, prodej oddělků a chov matek. Stále produkoval a expedoval 11 tun medu ročně do New Yorku. V roce 1867 nabídl, že bude včelí matky přepravovat prostřednictvím pošty, ale brzy mu to bylo zamítnuto. Pokračoval v prodeji včelích potřeb.
V roce 1859 byly do Spojených států amerických úspěšně dovezeny první vlašské včely (Apis mellifera ligustica). Moses Quinby byl jedním z prvních, kdo tuto novou populaci přijal a rozmnožoval. Před tímto datem byly k dispozici pouze včely tmavé (Apis mellifera mellifera).
V březnu 1870 byla založena Asociace severovýchodních včelařů v Albany v New Yorku a Quinby byl zvolen jejím prezidentem na pět let. Po pěti letech ale odmítl znovuzvolení, rok před svou smrtí v roce 1875. Od roku 1871 byl také jeden rok prezidentem Asociace včelařů Severní Ameriky.

### Včelařské vynálezy
Moses Quinby byl plodný vynálezce a inovátor. Zde jsou některé z jeho vynálezů:
- Úl Quinby: V roce 1868, po několika letech pozorování, pokusů a omylů s vylepšenými a upravenými rámy, nástavky a dalším vybavením, vynalezl svojí verzi úlu. Jednalo se o upravenou formu Langstrothova úlu z roku 1865.[10]
- Včelařský dýmák: V roce 1873 vynalezl Quinby dýmák, první moderní včelí kuřák s měchem a v následujícím roce jej vylepšil.[11] V rámci své kvakerské výchovy a přesvědčení si vynález dýmáku nepatentoval, a volně jej předal včelařské komunitě.[1][12]
- Odvíčkovací nůž se zakřivenou špičkou: Předpokládá se také, že Quinby (s partnerem Rootem) byli první, kdo tento nůž uvedli na trh.[13]
- Upravený Langstrothův včelařský oblek: Quinby vylepšil model obleku známý pod názvem Alexander.[14]

## Publikační činnost
- 1853: Langstroth on the Hive and the Honeybee – včelařský manuál publikovaný ve spolupráci s L. L. Langstrothem[15]
- 1853: Mysteries of Bee Keeping Explained - Záhady chovu včel vysvětleny[4]
- Od února 1867 do dubna 1875: publikoval 26 článků v American Beekeeping Journal[1]
- Psal pravidelné měsíční sloupky v novinách Apiary and Bee Notes v American Agriculturist. Také inzeroval své vybavení, oddělky, včelí matky a knihu. Jeho sloupek byl naposledy, po jeho smrti nahrazen jeho nekrologem ve vydání z července 1875.[1][16]
- Psal také pro noviny Country Gentleman[1]